# Eriothrix penitalis
Eriothrix penitalis là một loài ruồi trong họ Tachinidae.